# Cruces del Mérito Aeronáutico
Las Cruces del Mérito Aeronáutico, hasta el año 1995 Orden del Mérito Aeronáutico, es el nombre de una condecoración de España dividida en varias categorías que tiene por objeto recompensar a los miembros de los tres Ejércitos, la Guardia Civil y otras personas civiles por la realización de acciones y hechos o la prestación de servicios de destacado mérito.
Está definida por el mismo Real Decreto que las Cruces del Mérito Militar y Naval. 
Estas acciones y hechos deberán estar relacionadas con el Ejército del Aire para su concesión. El Reglamento de Recompensas Militares, Real Decreto 1040/2003, de 1 de agosto, establece, que el personal de las Fuerzas Armadas y la Guardia Civil que ostente dicha distinción, al ser cesados como miembros por baja en su respectivos cuerpos por incumplimiento de la Leyes Militares, no podrán hacer ostentación ni uso de dicha condecoración en el orden militar ni en la vida civil.

## Categorías

### Cruz
Para oficiales, suboficiales y tropa y el personal civil que no tenga el rango suficiente para obtener la Gran Cruz.
Las Cruces del Mérito Aeronáutico, que serán de brazos iguales, llevarán en el centro el emblema del Ejército del Aire en cuyo círculo interior figurará un escudo cuartelado y fileteado en oro, de esmaltes: primero, de Castilla; segundo, de León; tercero, de Aragón, y cuarto, de Navarra; entado en punta Granada y escusón en su centro de Borbón-Anjou. En su reverso, escudo circular que llevará inscritas las letras, en oro, MA, sobre esmalte de color rojo. Se concederán: 
- Con distintivo rojo: Se concederán a aquellas personas que, con valor, hayan realizado acciones, hechos o servicios eficaces en el transcurso de un conflicto armado o de operaciones militares que impliquen o puedan implicar el uso de fuerza armada, y que conlleven unas dotes militares o de mando significativas. La Cruz con distintivo rojo será esmaltada en rojo y penderá de una cinta roja con dos listas blancas de ancho igual a un octavo del ancho total de aquella, que dejarán cantos rojos de dos milímetros en los bordes.
- Con distintivo azul: Se concederán por acciones, hechos o servicios extraordinarios que, sin estar contemplados en la sección 1.ª de este capítulo, se lleven a cabo en operaciones derivadas de un mandato de las Naciones Unidas o en el marco de otras organizaciones internacionales. La Cruz con distintivo azul será esmaltada en blanco con una lista esmaltada en azul más oscuro en el brazo inferior. Penderá de una cinta igual a la de la Cruz con distintivo blanco, excepto en sus cantos exteriores de dos milímetros, que serán azules más oscuros.
- Con distintivo amarillo: Se concederán por acciones, hechos o servicios que entrañen grave riesgo y en los casos de lesiones graves o fallecimiento, como consecuencia de actos de servicio, siempre que impliquen una conducta meritoria. La Cruz con distintivo amarillo será esmaltada en blanco con una lista esmaltada en amarillo en el brazo inferior. Penderá de una cinta igual a la de la Cruz con distintivo blanco, excepto en sus cantos exteriores de dos milímetros, que serán amarillos.
- Con distintivo blanco: Se concederán por méritos, trabajos, acciones, hechos o servicios distinguidos, que se efectúen durante la prestación de las misiones o servicios que ordinaria o extraordinariamente sean encomendados a las Fuerzas Armadas o que estén relacionados con la Defensa, y que no se encuentren definidos en las tres secciones anteriores de este capítulo. La Cruz con distintivo blanco será esmaltada en blanco. Penderá de una cinta blanca con dos listas rojas de ancho igual a un octavo del ancho total de aquella, que dejarán cantos blancos de dos milímetros en los bordes.

### Gran Cruz
Para oficiales generales y personal civil con un rango institucional, administrativo, académico o profesional. Lleva anexo el tratamiento de Excelencia.
La Gran Cruz es una placa abrillantada de ráfagas en oro, con la cruz del correspondiente color en el centro, orlada de 2 leones y 2 castillos en plata, proporcionales al conjunto. Banda de seda, de los mismos colores que la cinta de la que penden las Cruces, uniéndose en sus extremos con un lazo de la misma cinta, del que penderá la Venera de la Gran Cruz timbrada de corona real, en oro, y sujeta a la banda por un aro dorado. La venera consistirá en la cruz correspondiente del mérito y distintivo concedido.
Se concederán: 
- Con distintivo rojo: Se concederán a aquellas personas que, con valor, hayan realizado acciones, hechos o servicios eficaces en el transcurso de un conflicto armado o de operaciones militares que impliquen o puedan implicar el uso de fuerza armada, y que conlleven unas dotes militares o de mando significativas.
- Con distintivo azul: Se concederán por acciones, hechos o servicios extraordinarios que, sin estar contemplados en la sección 1.ª de este capítulo, se lleven a cabo en operaciones derivadas de un mandato de las Naciones Unidas o en el marco de otras organizaciones internacionales.
- Con distintivo amarillo: Se concederán por acciones, hechos o servicios que entrañen grave riesgo y en los casos de lesiones graves o fallecimiento, como consecuencia de actos de servicio, siempre que impliquen una conducta meritoria.
- Con distintivo blanco: Se concederán por méritos, trabajos, acciones, hechos o servicios distinguidos, que se efectúen durante la prestación de las misiones o servicios que ordinaria o extraordinariamente sean encomendados a las Fuerzas Armadas o que estén relacionados con la Defensa, y que no se encuentren definidos en las 3 secciones anteriores de este capítulo.

## Insignias y pasadores
| Gran cruz con distintivo rojo. | Gran cruz con distintivo azul. | Gran cruz con distintivo amarillo. | Gran cruz con distintivo blanco. |
| Cruz con distintivo rojo.      | Cruz con distintivo azul.      | Cruz con distintivo amarillo.      | Cruz con distintivo blanco.      |

## Desposesión de distinciones
El agraciado con cualesquiera de las categorías que haya sido sentenciado por la comisión de un delito doloso o pública y notoriamente haya incurrido en actos contrario a las razones determinantes de la concesión de la distinción podrá, en virtud de expediente iniciado de oficio o por denuncia motivada, y con intervención del Fiscal de la Real Orden, ser desposeído del título correspondiente a la distinción concedida, decisión que corresponde a quien la otorgó.